# Mari Heidenborg
Mari Charlotte Heidenborg, född 17 augusti 1961 i Falköping, är en svensk jurist.

## Karriär
Heidenborg  avlade juristexamen vid Stockholms universitet 1987. Hon gjorde därefter tingstjänstgöring vid Södertälje tingsrätt 1987–1990, och blev fiskal i Svea hovrätt 1991. Hon befordrades till assessor i samma hovrätt 1994.
Heidenborg tjänstgjorde därefter som rättssakkunnig hos Justitieombudsmannen 1998–2001. Hon var rådman i Stockholms tingsrätt 2001–2006, chefsrådman vid Solna tingsrätt 2007–2010 och utnämndes till hovrättslagman i Svea hovrätt 2011. Redan ett halvår senare var dock Heidenborg tillbaka som lagman i Solna tingsrätt, där hon stannade 2011–2016.
Mari Heidenborg var justitieråd i Högsta domstolen 2016–2018, innan hon den 1 september 2018 tillträdde som ny justitiekansler. I juni 2024 beslutade regeringen att utse henne till ny president för Svea hovrätt. Hon tillträdde uppdraget 2 september samma år.

## Utmärkelser
- H. M. Konungens medalj i guld av 12:e storleken med Serafimerordens band (Kon:sGM12mserafb 2021) för framstående insatser inom svenskt rättsväsende[8]